# Huejuquilla el Alto (kommun)
Huejuquilla el Alto är en kommun i Mexiko.   Den ligger i delstaten Jalisco, i den centrala delen av landet, 600 km nordväst om huvudstaden Mexico City.
Följande samhällen finns i Huejuquilla el Alto:
- Huejuquilla el Alto
- Colonia Hatmasie
- La Cofradía
- La Estancia de Arriba
- Ortega
- Colonia las Granjas
- El Sabino
- Salitre de Abajo
- Rancho Colorado